# Chaplins Oplevelser paa Landet
Chaplins Oplevelser paa Landet er en amerikansk stumfilm fra 1915 af Charlie Chaplin.

## Medvirkende
- Charles Chaplin
- Edna Purviance
- Ernest Van Pelt
- Paddy McGuire
- Lloyd Bacon